# Maria Hupfield
Maria Hupfield, née en 1975, est une artiste canadienne. Elle est une Anishinaabe, plus précisément une Ojibwé et un membre de la nation de Wasauksing, située en Ontario, au Canada. Elle travaille dans une variété de médias, sculpture, vidéo, installation et performance.

## Biographie
Maria Hupfield a grandi à Parry Sound en Ontario. Elle est titulaire d'un diplôme en histoire de l'art, avec une mineure en études autochtones de l'Université de Toronto, ainsi que de l'Université York à Toronto.
Elle est la fondatrice de 7th Generation Image Makers, programme d'art et de peinture murale pour de jeunes autochtones dans le centre-ville de Toronto. De 2007 à 2011, elle enseigne à l'Emily Carr University of Art and Design à Victoria en Colombie-Britannique. En 2023, Hupfield publie le livre Breaking Protocol né du projet Coffee Break de l'artiste durant la pandémie en 2020 où elle organisait sur Zoom des conversations entre des artistes du milieu de la performance issus de différentes nations autochtones provenant des États-Unis, du Canada et des îles du Pacifique.
Faisant souvent appel à du feutre comme matériau, ses œuvres rappellent des objets liés à la culture autochtone, visant à mettre en valeur les traditions anishinabées. Elle explore du même coup les questions des frontières du pouvoir, de la culture matérielle et de l'identité.
Maria Hupfield vit et travaille à Brooklyn à New York.

## Expositions
- 2017, John Hupfield’s Woodlands Indian Art + West Coast Indian Art, Western Front, Vancouver, Colombie-Britannique[2].
- 2018, Celle qui continue de donner, Galerie de l'UQAM, Montréal, Québec[3].

## Source
- Geneviève Goyer-Ouimette, « Maria Hupfield et Rebecca Belmore », Revue M du Musée des beaux-arts de Montréal,‎ automne 2017, p. 14 (ISSN 1715-4820).